# Шрісгайм
Шрісгайм (нім. Schriesheim) — місто в Німеччині, знаходиться в землі Баден-Вюртемберг. Підпорядковується адміністративному округу Карлсруе. Входить до складу району Рейн-Неккар.
Площа — 31,64 км2. Населення становить 14 921 ос. (станом на 31 грудня 2020).